# Daimler–Benz DB 601

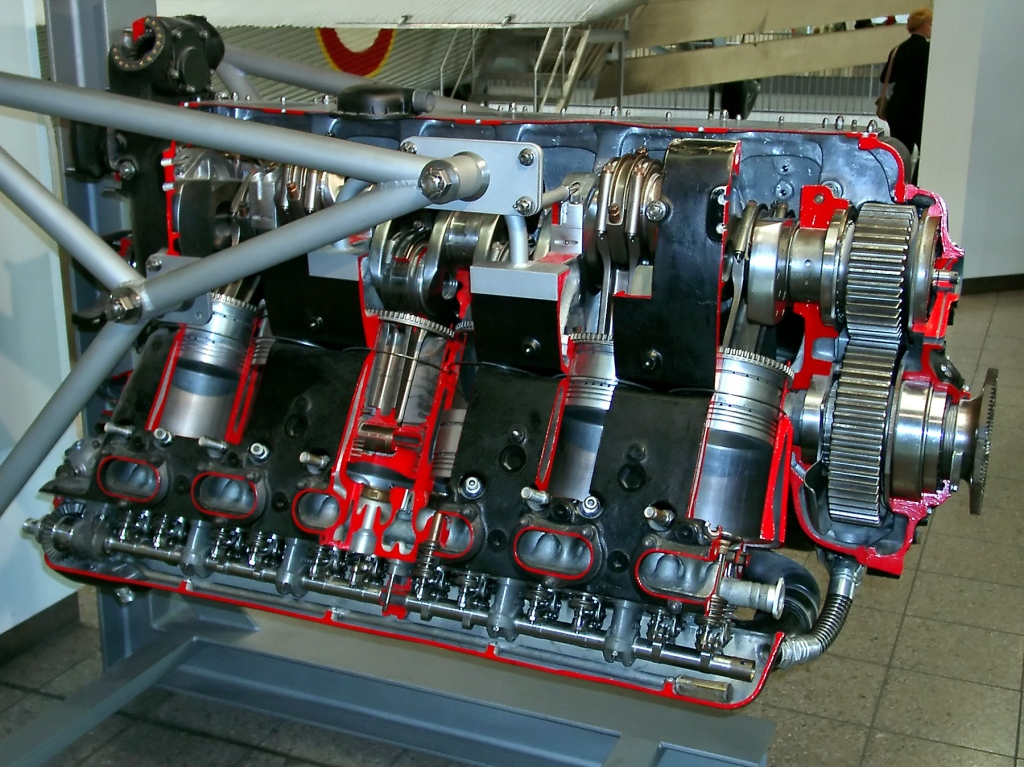
DB 601A múzeumi példánya

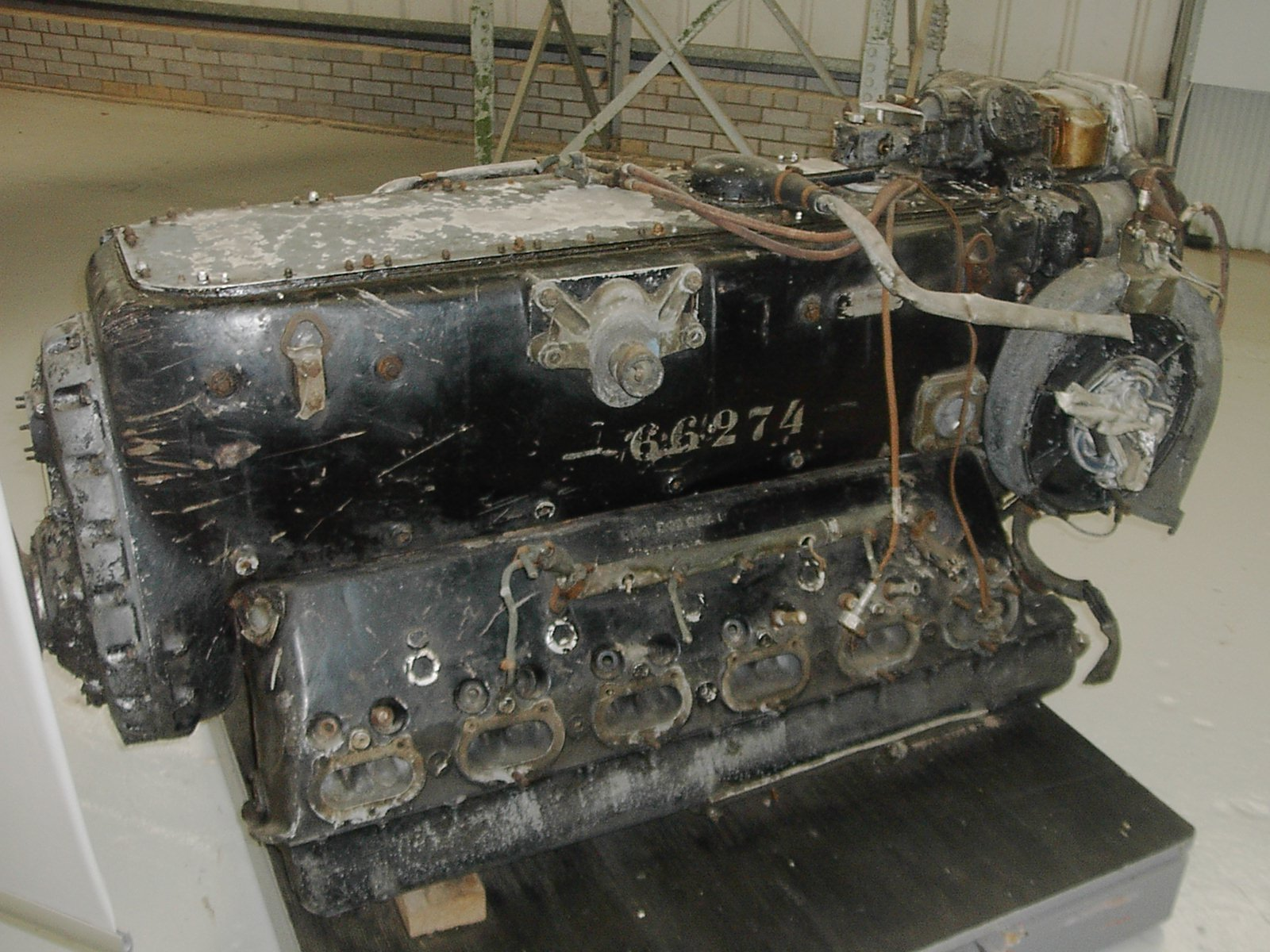
Rudolf Hess Messerschmitt Bf 110 gépének egyik Daimler–Benz DB 601 motorja az East Lothian-i repülési nemzeti múzeumban Skóciában.

A Daimler–Benz DB 601 a második világháború időszakában, 1937–1943 között idején Németországban a ludwigsfeldei Daimler-Benz Motoren GmbH által gyártott folyadékhűtésű, V12 hengerelrendezésű, mechanikus feltöltővel felszerelt  repülőgépmotor. A DB 601 a DB 600 típusú motor továbbfejlesztett, közvetlen üzemanyag-befecskendezésű változata.
Licenc alapján Japánban az Aichi gyár Acuta, a Kawasaki Ha–40 néven gyártotta, olasz változata pedig az Alfa–Romeo által gyártott R.A.1000.
Legnagyobb mennyiségben a Messerschmitt Bf 109 vadászrepülőgépen alkalmazták.

## Műszaki adatai (DB 601 Aa)
- Hossz: 1722 mm
- Szélesség: 739 mm
- Magasság: 1027 mm
- Száraz tömeg: 590 kg
- Hengerűrtartalom: 33,9 liter
- Felszálló teljesítmény (tengerszinten): 876 kW (1175 LE) 2400 1/perc fordulatszámnál
- Névleges teljesítmény: 745 kW (1000 LE) 2400 1/perc fordulatszámnál
- Reduktor áttétele: 1:0,645 (1:0,532 a Ba változatnál)

A magassági feltöltő 4 km repülési magasságra volt beállítva.

## Tervezési elvek összehasonlítva a brit repülőgépmotorokkal
Amennyiben a mérvadóbb világháborús brit és német repülőgépmotorokat összehasonlítjuk, úgy az egyik megfigyelhető különbség a következő: a német repülőgépmotoroknak alacsonyabb volt a fordulatszáma és magasabb a lökettérfogata, míg a brit motorok esetében fordított volt a helyzet. Például a brit Rolls-Royce Merlin lökettérfogata 27 liter, a fordulatszáma pedig 3000/perc volt. Ezzel szemben a német DB 601 lökettérfogata 33.9 liter a fordulatszáma pedig 2400/perc volt a korai verzióknál. 
Szakértők szerint alacsonyabb fordulatszámukkal a német repülőgépmotorok műszaki megbízhatóságot nyertek, mivel a fordulatszám növelése csökkenti az élettartamot. Viszont Bingham azt is megjegyzi, hogy a teljesítmény növelése során később a német repülőgépmotoroknak is nőtt a fordulatszáma, bár a Daimler-Benz repülőgépmotorok esetében az végig alatta maradt a Merlin 3000/perces értékének. 
Szakértők szerint a már előbb ismertetett okok miatt a DB 601 megbízható volt és annak ellenére a teljesítménye összemérhető volt a rivális típusokkal még a háború közepén is. 

## Óraműves teljesítmény-korlátozó
A Db 601 képes volt a névlegesnél nagyobb teljesítményre, de csak rövid ideig. Ennek az volt az oka, hogy a motor túlerőltetésének az elkerülése érdekében beépítettek a 109-esbe egy óraműves teljesítmény korlátozó rendszert, ami a maximális teljesítmény kifejtésének az idejét egy percre korlátozta. 
Ennek következtében míg a DB 601 Aa névleges teljesítménye 1000 lóerő volt, addig rövid ideig a motor képes volt 1175 lóerőre is. 

## Forrás
Victor Bingham : Major Piston Aero Engines of World War 2 
http://kurfurst.org/Engine/DB60x/DB601_datasheets_Aa.html
http://www.wwiiaircraftperformance.org/me109/DB-601A-Flight-7Nov40.pdf